# آدم كروكس (لاعب كرة قدم)
آدم كروكس (بالإنجليزية: Adam Crookes)‏ هو لاعب كرة قدم بريطاني في مركز الدفاع، ولد في 18 نوفمبر 1997 في لينكن في المملكة المتحدة. لعب مع نوتينغهام فورست.

## وصلات خارجية
- آدم كروكس (لاعب كرة قدم) على موقع قاعدة بيانات كرة القدم.إي يو (الإنجليزية)
- آدم كروكس (لاعب كرة قدم) على موقع Soccerway.com (الإنجليزية)